# Aeroportul Sheboygan County Memorial
Aeroportul Sheboygan County Memorial (IATA: SBM, ICAO: KSBM, FAA LID: SBM) este un aeroport din Wisconsin, Statele Unite ale Americii ce deservește zona Sheboygan Falls⁠(d). Aeroportul a fost tranzitat în 2019 de 136 de pasageri.
Situat la o altitudine de 230 m, aeroportul dispune de 2 piste.

## Infrastructură

### Piste
Aeroportul dispune de 2 piste. Pista 04/22 are suprafața de beton și dimensiunile 6.800 picioare × 100 picioare. Pista 13/31 are suprafața de asfalt și dimensiunile 5.002 picioare × 75 picioare. 